# Alsócsöpöny
Alsócsöpöny (szlovákul Dolný Čepeň, németül Unter-Chepen) Szered város  településrésze, korábban önálló község Szlovákiában, a Nagyszombati kerületben, a Galántai járásban.

## Története
Vályi András szerint „Alsó Csöpöny. Tót falu Poson Vármegyében, birtokosai külömbféle Nemes Urak, lakosai katolikusok, fekszik Vág vize mellett, ó Szeredtöl nem meszsze, Valtasurhoz 1/4. órányira, határja jó termékenységű, vagyonnyai meglehetősek, második Osztálybéli”.
Fényes Elek szerint „Alsó-Csöpöny, (Unter-Csepen), tót falu, Pozson vgyében, 206 kath., 63 zsidó lak. F. u. többen”.
A trianoni békeszerződésig Pozsony vármegye Nagyszombati járásához tartozott. 1944-ben Szeredhez csatolták.

## Népessége
1910-ben 317, többségben szlovák anyanyelvű lakosa volt, jelentős magyar kisebbséggel.